# STONE (石井竜也のアルバム)
『STONE』（ストーン）は、2015年9月2日に発売された石井竜也19枚目のスタジオ・アルバム。

## 解説
「ROCKSTONE SIDE」と「EARTHTONE SIDE」からなる2枚組。初回盤は2015年5月3日にZepp Tokyoで行われたライヴツアー『ART NUDE -古-（INISHIE）』ライヴ映像収録DVDと同ライヴ写真集同梱の三方背BOX仕様。初回盤と通常盤ではジャケットとケース・サイズが異なる。

## 収録曲
全作詞・作曲：石井竜也　編曲：松ヶ下宏之（ROCKSTONE SIDE-1のみ作詞：石井竜也、MICRO）

### ROCKSTONE SIDE
1. DREAM DANCE feat.MICRO from HOME MADE 家族
「DARKNESS FIELD」（『PENDULUM』収録）以来のMICROとのコラボレーション曲。
2. PLEASE DON'T SAY
3. 飛〜JUMP〜翔
31stシングル。
4. 大人達の迷路
5. 熱愛が止まらない
31stシングルのカップリング。
6. GRAY ZONE
7. 愛してるだけじゃない
テレビ朝日系ドラマスペシャル『陰陽師』テーマソング。
石井がソロ名義でドラマ主題歌を担当するのは「On my road」（2012年発売のアルバム『LOVE』収録・『リンガー 〜2つの顔〜』日本版主題歌）以来、日本のテレビドラマに限定すると「リズム」（『まかせてダーリン』主題歌）以来18年振り。
8. KISS ME
9. 別れの印影
10. OCEANSIDE WINDOW
11. アイノイタズラ
12. SHORT CUT
13. 君がいないことなんて

### EARTHTONE SIDE
1. 勇気の言葉
2. TAKEN
3. 君へのLOVE SONG
4. THIS WAY〜反逆の愛情〜
5. 半透明
6. CHANGE MY LOVE
7. 心の中の空
8. DIARY
9. 見つめ合う言葉
10. PLAY LOVE
11. STRIPE ZONE
12. 夢見る時間（とき）
テレビ西日本『マニアマニエラ』テーマソング。
番組ナビゲーターの松尾幸一郎とたけるもコーラスで参加[2]。
13. 幻想の理想

### 初回限定盤DVD
1. OPENING
2. 桜の道
3. ふたり
4. ENDLESS
5. この瞳が見えるかい
6. 愛してるから
7. 半透明
8. 安心の岸辺
9. RIVER
10. 街は傘の花
11. ETERNAL LIGHT
-ART PERFORMANCE-
12. 命の球体
13. 愛してるだけじゃない
14. ヒハマタノボル
15. はなひとひら
16. 君へのLOVE SONG